# Lamidorcadion tuberosum
Lamidorcadion tuberosum là một loài bọ cánh cứng trong họ Cerambycidae.